# Patti LaBelle
Patti LaBelle, właściwie Patricia Louise Holte (ur. 24 maja 1944 w Filadelfii) – amerykańska piosenkarka, autorka tekstów, aktorka i przedsiębiorca.

## Życiorys
Swoją karierę rozpoczęła śpiewając jako nastolatka w chórze Beulah Baptist Church. Sama uformowała własną grupę The Ordettes, która wkrótce przekształciła się w Patti LaBelle & The Blue Belles. W jej skład wchodziły Patti, Nona Hendryx, Sarah Dash i Cindy Birdsong.
Kiedy Cindy odeszła od grupy i dołączyła do The Supremes w 1967, pozostałe dziewczyny skróciły nazwę zespołu do LaBelle. Grupa odniosła sukces w 1975 piosenką „Lady Marmalade”, która stała się numerem jeden w rozgłośniach popowych i R’n’B (cover tego utworu stał się światowym przebojem dwie i pół dekady później).

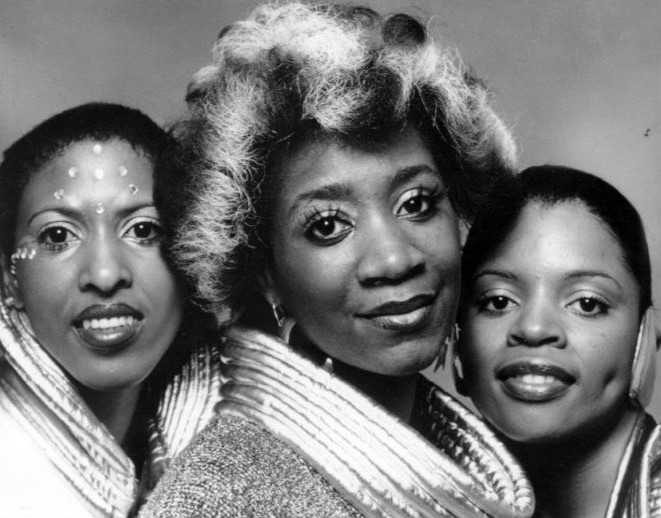
Zespół Labelle: Nona Hendryx, Patti LaBelle i Sarah Dash, 1975

W 1977 trio się rozstało, a Patti rozpoczęła solową karierę. Jej debiutancki album wyszedł jeszcze w tym samym roku. Patti nagrała kilka hitów, m.in. „I Don't Go Shopping” i „Little Girls”.
Po trzech kolejnych płytach Patti przeszła do wytwórni Philadelphia International w 1981, gdzie wydała kolejne albumy − The Spirit's In It (1981), Im In Love Again (1983) i Patti (1984). Patti ponownie podbiła listy przebojów piosenką „If Only You Knew”. W 1982 Patti zadebiutowała na Broadwayu z Allem Greenem w Your Arms Too Short To Box With God. W 1989 wykonała piosenkę „If You Asked Me To” do filmu Licencja na zabijanie, szesnastej przygody Jamesa Bonda. W 1984 Patti nagrała piosenkę do filmu Beverly Hills Cop, New Attitute i Stir It Up.
W ciągu następnych kilku lat Patti dorobiła się pierwszego platynowego krążka i zdobyła kilka statuetek Grammy. Przez krótki czas miała swój własny serial Out All Night (emisja 19 września 1992 do 9 lipca 1993).
Wystąpiła gościnnie w serialu „Pomoc domowa”, w finale pierwszego sezonu (emisja: 16 maja 1994 roku).
W 2005 wydała płytę Classic Moments, na której można usłyszeć jej przeboje w nowych wersjach, śpiewane m.in. z Mary J. Blige.
Od 16 marca do 20 kwietnia 2015 roku brała udział w dwudziestej edycji programu Dancing with the Stars emitowanego na kanale ABC. Jej partnerem był Artiem Czygwinczew, z którym zajęła 8. miejsce.

## Dyskografia
- 1962 Sleigh Belles, Jingle Belles, and Bluebelles (z Bluebelles)
- 1963 Sweethearts of the Apollo (z Bluebelles)
- 1965 The Bluebelles on Stage (z Bluebelles)
- 1966 Over the Rainbow (z Bluebelles)
- 1967 Dreamer (z Bluebelles)
- 1971 Labelle (Labelle)
- 1972 Moon Shadow (Labelle)
- 1973 Pressure Cookin' (Labelle)
- 1974 Nightbirds (Labelle) (#7 U.S.)
- 1975 Phoenix (Labelle) (#44 U.S.)
- 1976 Chameleon (Labelle) (#94 U.S.)
- 1977 Patti LaBelle LP (#62 U.S.)
- 1978 Tasty (#129 U.S.)
- 1979 It's Alright with Me (#145 U.S.)
- 1980 Released (#114 U.S.)
- 1981 The Spirit's in It (#156 U.S.)
- 1983 I'm in Love Again (#40 U.S.)
- 1985 Patti (#72 U.S.)
- 1986 Winner in You (#1 U.S., #30 UK, #29 U.S. Dance)
- 1989 Be Yourself (#86 U.S.)
- 1990 This Christmas
- 1991 Burnin' (#71 U.S.)
- 1992 Live! (#135 U.S.)
- 1994 Gems (#48 U.S.)
- 1997 Flame (#39 U.S.)
- 1998 Live! One Night Only (#182 U.S.)
- 2000 When a Woman Loves (#63 U.S.)
- 2004 Timeless Journey (#18 U.S.)
- 2005 Classic Moments (#24 U.S.)
- 2006 The Gospel According To Patti Labelle
- 2008 Back to Now (Labelle)